# Richard Ludwig
Richard Ludwig (Francoforte sul Meno, 22 maggio 1877 – Königstein im Taunus, 10 agosto 1946) è stato un rugbista a 15 tedesco.

## Biografia
Partecipò ai Giochi della II Olimpiade di Parigi del 1900 conquistando una medaglia d'argento nel rugby a 15 con il SC 1880 Frankfurt, squadra rappresentante la Germania.
Anche suo fratello Erich fece parte del SC 1880 Frankfurt.

## Palmarès
- Argento olimpico: 1

1900